# Gà Dominant
Gà Dominant hay còn gọi đầy đủ là gà Dominant Patridge thường gọi bằng ký hiệu là gà D300 hay gọi tên tiếng Việt là gà Séc là giống gà công nghiệp chuyên trứng có nguồn gốc từ cộng hoà Séc. Giống gà D300 là một trong 12 dòng gà chuyên đẻ trứng chất lượng của Séc được cung cấp cho các nước như Nga, Ukraine, Thụy Sĩ, Philippines và Việt Nam. Tại Việt Nam, giống gà này được Nhà nước Việt Nam công nhận là một giống vật nuôi được phép sản xuất, kinh doanh, lưu hành tại Việt Nam.

## Đặc điểm
Gà Dominant trưởng thành có đặc điểm ngoại hình mày lông đồng nhất là trắng, xung quanh cổ và vai có cườm đen, lông đuôi xanh đen, mỏ và chân màu vàng, chân cao, thiết diện hình nêm là đặc điểm đặc trưng của giống gà chuyên trứng. Gà trống có mào đơn, tích to. Trứng gà có màu trắng hồng. Các đàn gà có tỷ lệ nuôi sống cao (trên 92%), gà có sức chống chịu bệnh tật tốt thể hiện không xảy ra dịch bệnh, thích nghi tốt với điều kiện khí hậu và nuôi dưỡng và đề kháng bệnh cao. 

## Các dòng
Gà trống: Gà trống D-300 có tính đặc thù của giống gà ta Việt Nam, dễ nuôi, thích nghi với điều kiện nuôi thả vườn, kháng bệnh cao. Tiêu tốn thức ăn 2,7 kg/1 kg gà, nuôi 4 tháng cơ thể đạt trọng lượng 2,1-2,2 kg. Đặc biệt giống gà D-300 có chất lượng thịt thơm ngon và ngoại hình phù hợp với thị yếu của người dân Việt Nam như lông màu mận, đuôi dài, mào cờ đỏ, chân vàng bóng. Gà trống nuôi tới 18 tuần tuổi đạt trọng lượng 1,6 – 1,8 kg, lông đỏ thẫm, đuôi dài, mào cờ, chân nhỏ màu vàng, rất giống với màu lông của gà ta.
Gà mái: Gà mái thương phẩm hướng trứng D-300 là giống gà chuyên trứng chất lượng cao, dễ nuôi, có tính thích ứng và đề kháng bệnh cao. Gà D300 thương phẩm có năng suất đẻ từ 284-295 quả/1 năm(91%), thời gian chăn nuôi kéo dài 68 tuần, vỏ trứng có màu trắng kem, phớt hồng, trọng lượng quả trứng trung bình là 55,5g.

## Cho trứng

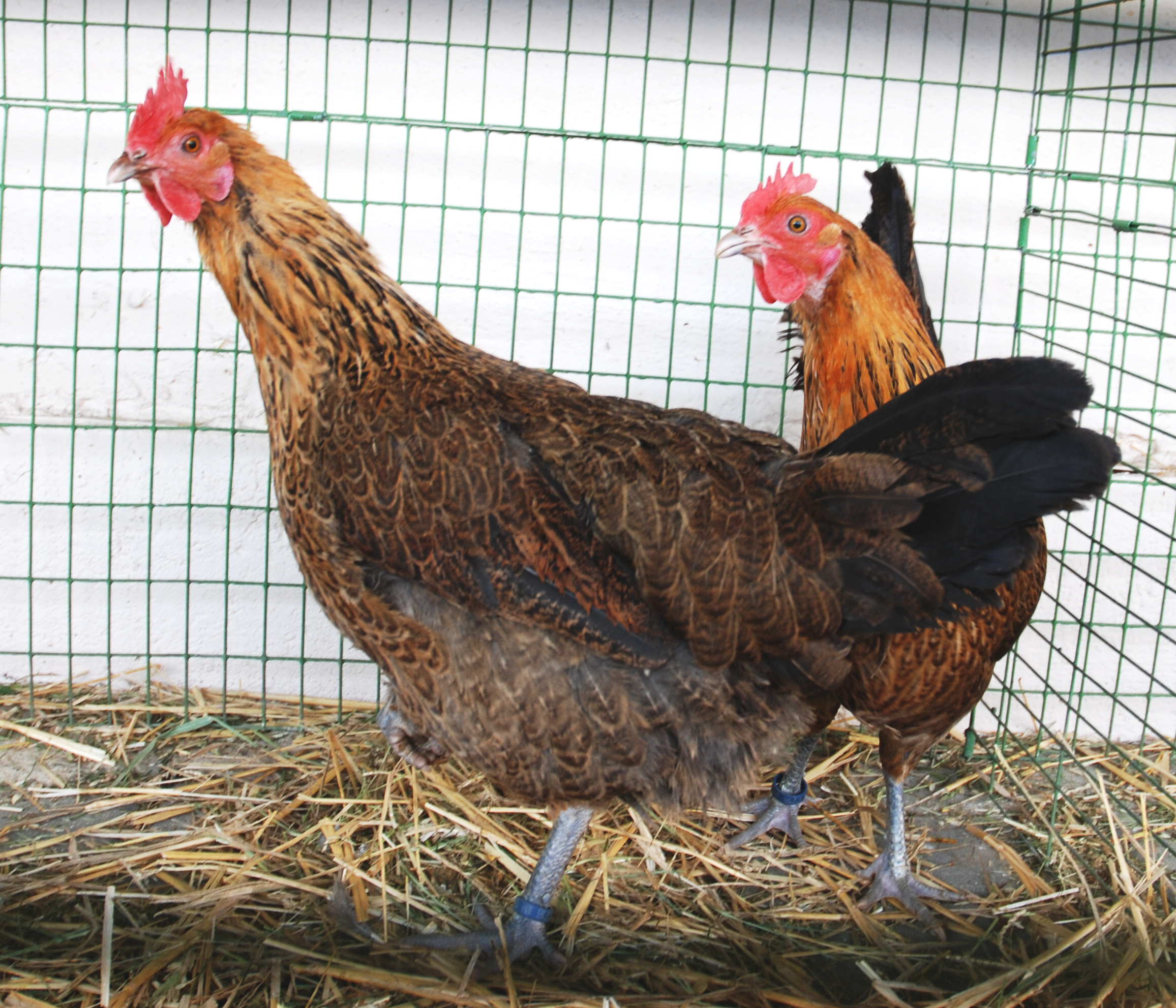
Một con gà mái Séc

Gà D300 thương phẩm có năng suất đẻ liên tục 255 quả trứng trong 52 tuần, thời gian chăn nuôi kéo dài 68 tuần, có sản lượng trứng đạt 280 quả/con/năm, vỏ trứng có màu trắng, kem, trọng lượng từ 40 – 50 gram/quả, lượng tiêu tốn thức ăn cho con mái 122 gam/ngày. Đây là giống gà có thể nuôi công nghiệp đồng thời rất phù hợp với nuôi chăn thả tự do cho hiệu quả kinh tế cao. Gà có tốc độ tăng trưởng cũng như khối lượng cơ thể ở các giai đoạn có độ đồng đều cao trong điều kiện chăn nuôi. Khối lượng gà ở các giai đoạn đều đạt trên 93% so với tiêu chuẩn giống. Gà có tuổi đẻ sớm, bắt đầu đẻ vào tuần thứ 19 và tuổi đẻ ở tuần thứ 20, tỷ lệ ổn định, năng suất trứng đạt 233 và 235 quả/mái/48 tuần đẻ.

## Tại Việt Nam
Gà hướng trứng giống Dominant nhập từ Cộng hòa Czech. Được nuôi ở một số nơi như Hà Nội phát triển gà Séc đẻ trứng chất lượng cao, thành phố nhập 2.500 gà D300 giống bố mẹ của Séc về để sản xuất giống cung cấp cho các trang trại chăn nuôi gà trên địa bàn thành phố Hà Nội. Giống gà này có nhiều đặc điểm giống với gà ta của Việt Nam và cũng phù hợp với điều kiện chăm sóc nuôi dưỡng, khí hậu tại Việt Nam, phù hợp với hình thức nuôi gà hướng thịt bán công nghiệp, thả vườn Việt Nam cũng đã lai tạo thành công giống gà hướng thịt D308 từ giống gà D300, nhập từ Séc. So với D300, D308 tuy cho sản lượng trứng thấp hơn nhưng có nhiều điểm nổi trội như màu lông đẹp, quả trứng to, thịt ngon và hợp với khí hậu Việt Nam.